# 붉은오시쿠도
붉은오시쿠도(Oxymycterus rufus)는 비단털쥐과에 속하는 남아메리카 설치류이다. 아르헨티나와 브라질, 우루과이에서 발견된다.

## 생태
붉은오시쿠도는 파라나델타지역 마을 연구에서 외부 기생충으로 가장 심하게 감염된 설치류의 하나라는 사실이 발견되었다, 포획된 설치류 중에서 함께 상위에 기록된 설치류는 아자라풀밭쥐(Akodon azarae)이다. 검사 결과, 끈끈참진드기과(Ixodidae)에 속하는 585마리의 벼룩과 2,404마리의 진드기, 중기문진드기목(Mesostigmata)에 속하는 2.603마리의 응애, 3745마리의 이가 발견되었다. 부에노스아이레스주 습지 지역에서 진행된 다른 연구에서 붉은오시쿠도의 93%가 기생충을 갖고 있고, 8종의 절지동물 기생충을 발견했다.